# Mexiko na Letních olympijských hrách 1956
Mexiko se účastnilo Letní olympiády 1956 v australském Melbourne. Zastupovalo ho 24 sportovců (21 mužů a 3 ženy) v 10 sportech.

## Medailisté
| Medaile | Jméno           | Sport         | Soutěž         |
| ------- | --------------- | ------------- | -------------- |
| Zlato   | Joaquín Capilla | Skoky do vody | Muži věž 10 m  |
| Bronz   | Joaquín Capilla | Skoky do vody | Muži prkno 3 m |